# 派恩芒廷會 (加利福尼亞州)
派恩芒廷會（英語：Pine Mountain Club）是位於美國加利福尼亞州克恩縣的一個人口普查指定地區。

## 地理
派恩芒廷會的座標為34°50′49″N 119°09′24″W / 34.84694°N 119.15667°W，而該地最高點為海拔高度1693米（即5554英尺）。

## 人口
根據2010年美國人口普查的數據，派恩芒廷會的面積為43.667平方千米，當中陸地面積為43.649平方千米，而水域面積為0.018平方千米。當地共有人口2315人，而人口密度為每平方千米53人。